# Wonokerso (Limpung)
Wonokerso is een bestuurslaag in het regentschap Batang van de provincie Midden-Java, Indonesië. Wonokerso telt 2232 inwoners (volkstelling 2010).